# Bulbophyllum pleiopterum
Bulbophyllum pleiopterum là một loài phong lan thuộc chi Bulbophyllum.